# Юсаф, Хамза
Хамза Харун Юсаф (англ. Humza Haroon Yousaf /ˈhʌmzə ˈjʊsəf/; род. 7 апреля 1985, Глазго) — шотландский политик, первый министр Шотландии и лидер Шотландской национальной партии (ШНП) с марта 2023 года по май 2024 года. Он был министром юстиции Шотландии в кабинете Николы Стерджен с 2018 по 2021 годы и министром здравоохранения с 2021 года. Член парламента Шотландии по округу Глазго-Поллок с 2016 года, до этого с 2011 по 2016 годы был избран по региональным спискам ШНП в регионе Глазго.
Родился и рос в семье пакистанских иммигрантов в Глазго. Изучал политологию в университете Глазго, а затем работал парламентским помощником Башира Ахмада, первого мусульманина, избранного в парламент Шотландии в 2007 году. Когда спустя два года Ахмад умер от сердечного приступа, Юсаф стал работать парламентским помощником и Алекса Салмонда и Николы Стерджен. До избрания в 2011 году в шотландский парламент Юсаф работал в штабе ШНП в сфере коммуникаций. В 2012 году был назначен младшим министром в администрации Салмонда и работал министром иностранных дел и международного развития до 2014 года. После назначения Николы Стерджен на пост первого министра Шотландии в 2014 году, он стал работать в её кабинете министром по делам Европы, а в 2016 году был назначен министром транспорта и островов. В рамках перестановок в своём втором кабинете в 2018 году, Стерджен назначила его на пост министра юстиции. В этой должности Юсаф, в частности, внес спорный законопроект о преступлениях на почве ненависти. В годы его министерства Шотландия наблюдала снижение уровня преступности. В 2021 году он был назначен министром здравоохранения во время поздней фазы пандемии COVID-19 и был ответственен за восстановление Национальной службы здравоохранения Шотландии, а также за развёртывание программы вакцинации, которая началась при его предшественнице.
После объявления Стерджен о своей отставке как лидера ШНП и первого министра Шотландии в 2023 году, Юсаф выдвинул свою кандидатуру на выборах нового лидера ШНП. Он победил во внутреннем голосовании членов партии 27 марта 2023 года.
Подал в отставку 29 апреля 2024 года и с этого дня является исполняющим обязанности первого министра до избрания нового лидера ШНП.

## Биография
Хамза Юсаф — сын уроженца Пакистана Музаффара Юсафа (его семья в 1960-е годы иммигрировала в Шотландию из Миан Чанну в пакистанском Пенджабе) и Шааисты Бхутта (Shaaista Bhutta), чья семья переехала в Шотландию из Кении.
Родился 7 апреля 1985 года в Глазго, изучал в университете Глазго политологию. Работал в колл-центре, затем стал парламентским помощником Башира Ахмада — первого мусульманина, избранного в Шотландский парламент в 2007 году. За время работы помощником, Юсаф был стипендиатом международной программы по лидерству Гоусдарственного департамента США (IVLP). С 2009 года он продолжил работать парламентским помощником у других депутатов, включая Николу Стерджен и Алекса Салмонда — бывшего первого министра Шотландии). В 2011 году Юсаф был избран в Шотландский парламент и стал первым мусульманином в должности члена шотландского правительства. 27 марта 2023 года избран лидером Шотландской национальной партии при поддержке 52 % членов ШНП.
28 марта 2023 года утверждён в должности первого министра Шотландии голосами 71 шотландского парламентария.
29 марта 2023 года Юсаф был приведён к присяге в Эдинбурге и дал клятву верности королю Великобритании, после чего официально вступил в должность. Таким образом, он стал хранителем Большой печати Шотландии, получив право скреплять ей от имени Короны принятые в Шотландии законодательные и нормативные акты.
В сформированном Юсафом правительстве больше половины портфелей получили женщины, но его соперница в борьбе за лидерство в партии — Кейт Форбс, занимавшая должность министра финансов в правительстве Стерджен, отклонила предложение занять пост министра сельских местностей и островов.
5 января 2024 года Юсаф публично потребовал от британского правительства официально заявить Израилю, что его действия в секторе Газа вышли за рамки законного ответа на вторжение ХАМАС в Израиль 7 октября 2023 года и равнозначны этническим чисткам.
1 апреля 2024 года вступил в силу одобренный шотландским парламентом в 2021 году и поддержанный Юсафом закон о борьбе с преступлениями ненависти, которым трансгендерность включена в число категорий, защищаемых от преступлений ненависти действующим законодательством наряду с расовой и половой принадлежностью и предусмотрено наказание вплоть до семи лет заключения. Закон подвергается критике за посягательство на свободу слова и права женщин.
29 апреля 2024 года подал в отставку после разрыва коалиционного соглашения с зелёными.
6 мая 2024 года новым лидером партии стал без выборов Джон Суинни.

## Личная жизнь
В 2010—2016 годах Хамза Юсаф был женат на активистке ШНП Гейл Литгоу (англ. Gail Lythgoe). В 2019 году женился на Надии Эль-Накла (англ. Nadia El-Nakla) — психотерапевте, которая занимается политикой и была избрана в муниципальный совет Данди. У пары есть ребёнок, а кроме того у Надии есть ребёнок от прошлых отношений.
Юсаф не обсуждает свои религиозные убеждения публично, но в день вступления в должность первого министра Шотландии обнародовал фото, на котором была запечатлена вся его семья на молитве в официальной резиденции. Его жена Надия имеет палестинские корни, и члены её семьи оказались в ловушке в Газе с началом израильской военной операции после вторжения ХАМАС в Израиль.